# Соколя-Ґура (Радомщанський повіт)
Соколя-Ґура (пол. Sokola Góra) — село в Польщі, у гміні Вельґомлини Радомщанського повіту Лодзинського воєводства. Населення — 192 особи (2011).
У 1975—1998 роках село належало до Пйотрковського воєводства.

## Демографія
Демографічна структура станом на 31 березня 2011 року:
|          | Загалом | Допрацездатний вік | Працездатний вік | Постпрацездатний вік |
| -------- | ------- | ------------------ | ---------------- | -------------------- |
| Чоловіки | 97      | 16                 | 68               | 13                   |
| Жінки    | 95      | 16                 | 53               | 26                   |
| Разом    | 192     | 32                 | 121              | 39                   |